# Giuseppe Leiva
Giuseppe Leiva Rodríguez, auch Gianmarco Leiva (* 14. September 1995) ist ein peruanischer Schachspieler.

## Leben
Giuseppe Leiva stammt aus Trujillo und hat an der dortigen Universidad Nacional studiert. Schachlich wurde er trainiert von seinem Vater und dem FIDE-Meister Carlos Pesantes. Später wurde Leiva vom Großmeister Georgui Castañeda trainiert.

## Erfolge
Bei der panamerikanischen U16-Meisterschaft im Juli 2011 in Cali wurde er Dritter und erhielt dafür den Titel FIDE-Meister. Im Juni 2012 gewann er in Piura die peruanische Einzelmeisterschaft punktgleich vor Deivy Vera Sigueñas. Damit qualifizierte er sich für die peruanische Olympiamannschaft und nahm an der Schacholympiade 2012 in Istanbul teil. Im Juli 2012 belegte er bei der panamerikanischen U20-Meisterschaft in São Paulo den dritten Platz und erhielt für sein Ergebnis von 7 Punkten aus 9 Partien den Titel Internationaler Meister. Bei der Schacholympiade 2012 spielte er am dritten Brett und hatte mit seinem Ergebnis von 6 Punkten aus 11 Partien schon eine Norm für den Titel Internationaler Meister erfüllt.
Seine Elo-Zahl beträgt 2389 (Stand: September 2024), seine bisher höchste war 2449 im Juni 2017.